# مها شحاته
مها شحاته (عربی: مها الدمردش الدمرداش شحاته؛ زادهٔ ۱۳ فوریهٔ ۱۹۸۹) بازیکن فوتبال اهل مصر است.
وی همچنین در تیم ملی فوتبال مصر بازی کرده‌است.